# Russiàtino
Russiàtino (en rus: Русятино) és un poble de l'óblast de Tula, a Rússia, segons el cens del 2010 tenia 626 habitants. És la seu administrativa del districte homònim.